# Алехандро Гамбоа
Алехандро Гамбоа (на испански: Alejandro Gamboa) е мексикански режисьор.

## Биография
Алехандро Гамбоа е роден на 2 февруари 1954 г. в град Мексико. Завършва специалност „Комуникация“ в Ибероамериканския университет в Мексико, а по-късно и „Кинематография“ в Университетския център за кинематографични изследвания към Националния автономен университет на Мексико. Дебютира през 1986 г., режисирайки мексиканския рок сериал Flores de asfalto, следван от Luces del tiempo и джаз програмата Vámonos tocando, на която е и продуцент.
Между 1988 и 1992 г. режисира комедийни програми като La caravana и El Güiri Güiri y otros bichos. През 1993 г. е режисьор на игралния филм Perfume, efecto inmediato. Големият му успех е през 1997 г. с филма La primera noche, който се занимава с въпроса за младежката сексуалност, свобода и откровеност, по-късно режисира продълженията La segunda noche от 2000 г. и La última noche от 2005 г.

## Творчество

### Кино
- Viaje de generación (2012)
- La última noche (2005)
- Cero y van cuatro (2004)
- El tigre de Santa Julia (2002)
- La segunda noche (1999)
- La primera noche (1997)
- Educación sexual en breves lecciones (1994)
- Perfume, efecto inmediato (1993)

### Телевизия

#### Сериали
- El Pantera (2007)
- Quince años, телевизионен филм (2007)
- La hora marcada (1986)
- Flores de asfalto (1986)

#### Теленовели
Телевиса
- Към морето (2025)
- Късмет (2023)
- Моят път е да те обичам (2022/2023)
- Моето богатство е да те обичам (2021/2022)
- Да обичам без закон 2 (2019)
- Да обичам без закон (2018)
- Страст и сила (2015/16)
- Корона от сълзи (2012/13)
- Първа част на Изпратен от небето (2012)
- Лишена от любов (2011/12)
- Тереса (2010/11)
- Успелите Перес (2009)
- Първа част на Удар в сърцето (2008/09)
- По дяволите красавците (2007/08)
- Пощенски код (2006/07)
- Лудо влюбени (2000)

TV Azteca
- Las Juanas (2004)
- La casa del naranjo (1998)

Cadenatres
- Amor sin reserva (2014)

## Награди и номинации
Награди TVyNovelas
| Година | Категория          | Теленовела      | Резултат  |
| ------ | ------------------ | --------------- | --------- |
| 2013   | Най-добър режисьор | Корона от сълзи | Номиниран |
| 2009   | Най-добър режисьор | Успелите Перес  | Номиниран |